# Île Somerset (Bermudes)
Pour les articles homonymes, voir Île Somerset.
Somerset est une île des Bermudes.